# Anglia nagyvárosi megyéi

Anglia hat nagyvárosi megyéje

A nagyvárosi megye (angolul metropolitan county) egyfajta megyei szintű közigazgatási egység Angliában, amely jelentős városi övezeteket foglal magába és különbözik az inkább vidékies shire megyétől. A nagyvárosi megyéket 1974-ben hozták létre és nagyvárosi kerületekre osztották őket.
A megyei tanácsokat ezekben a megyékben 1986-ban megszüntették és funkcióik jó részét a nagyvárosi kerületek (borough) kapták, vagy a kerületek közös szervei. A nagyvárosi megyék lélekszáma 1,2 és 2,8 millió között mozog.

## Megyék és kerületek
A hat nagyvárosi megye és kerületeik (borough):
| Nagyvárosi megye    | Nagyvárosi kerület                                                                        |
| ------------------- | ----------------------------------------------------------------------------------------- |
| Dél-Yorkshire       | Sheffield, Barnsley, Doncaster, Rotherham                                                 |
| Merseyside          | Liverpool, Knowsley, Sefton, St Helens, Wirral                                            |
| Nagy-Manchester     | Manchester, Bolton, Bury, Oldham, Rochdale, Salford, Stockport, Tameside, Trafford, Wigan |
| Nyugat-Közép-Anglia | Birmingham, Coventry, Dudley, Sandwell, Solihull, Walsall, Wolverhampton                  |
| Nyugat-Yorkshire    | Leeds, Bradford, Calderdale, Kirklees, Wakefield                                          |
| Tyne és Wear        | Newcastle upon Tyne, Gateshead, South Tyneside, North Tyneside, Sunderland                |

## Más
Nagy-London felosztása hasonló és néha nagyvárosi megyeként is emlegetik, de hivatalosan nem az. Korábban, már 1965-ben hozták létre, az 1963-as London Kormányzati Törvénnyel (London Government Act).